# Егинген
Егинген (њем. Eggingen) општина је у њемачкој савезној држави Баден-Виртемберг. Једно је од 32 општинска средишта округа Валдсхут. Према процјени из 2010. у општини је живјело 1.680 становника. Посједује регионалну шифру (AGS) 8337124.

## Географски и демографски подаци
Егинген се налази у савезној држави Баден-Виртемберг у округу Валдсхут. Општина се налази на надморској висини од 459 метара. Површина општине износи 14,0 km². У самом мјесту је, према процјени из 2010. године, живјело 1.680 становника. Просјечна густина становништва износи 120 становника/km².